# Metazygia vaupes
Metazygia vaupes är en spindelart som beskrevs av Levi 1995. Metazygia vaupes ingår i släktet Metazygia och familjen hjulspindlar. Inga underarter finns listade i Catalogue of Life.